# День независимости Северной Македонии
День независимости Северной Македонии (макед. Ден на независноста на Република Северна Македонија) или 8 сентября (макед. 8 септември) — государственный праздник в Северной Македонии, который отмечают 8 сентября. Праздник знаменует суверенитет, самостоятельность и независимость Северной Македонии и македонского народа.

## История
Референдум в югославской Республике Македонии состоялся накануне распада СФРЮ 8 сентября 1991 года. Основываясь на декабрьский плебисцит 1990 года, который убедил словенский народ создать суверенное государство и Декларацию независимости, 24 июня следующего года Словения провозгласила независимость. Сразу после этого акта произошел вооружённый конфликт между Югославской Народной Армией (JNA) и словенской территориальной обороной. Военный конфликт закончился через 30 дней Брионской декларацией и выводом подразделений JNA из Словении в Сербию и Боснию и Герцеговины.
В тот же день вместе со Словенией на основании решения Совета независимости независимость провозгласила и Хорватия. 6 мая вспыхнули беспорядки, за которыми последовала стрельба на военно-морской базе Лора в Сплите и вокруг нее. Первой жертвой беспорядков стал солдат Сашо Гешковски из Кавадарци, нёсший караульную службу.
События в Сплите стали началом частых инцидентов и вооруженных столкновений между силами Югославской народной армии и Хорватской национальной гвардии, которые затем набрали силу, расширились и переросли в открытый вооруженный конфликт.
Это создало хаотическую ситуацию и в Боснии и Герцеговине с провозглашением Восточной Герцеговины, территории Румынии и боснийских краёв сербскими автономными районами, которые подпадают под прямую юрисдикцию федерального правительства, то есть руководства Сербии.
С целью разрешения кризиса мирным путем 27 августа Европейское сообщество приняло Декларацию о Югославии. Было подписано два документа — соглашение о прекращении огня и Меморандум о расширении наблюдательной деятельности ЕС в Югославии, который привел в действие Декларацию.

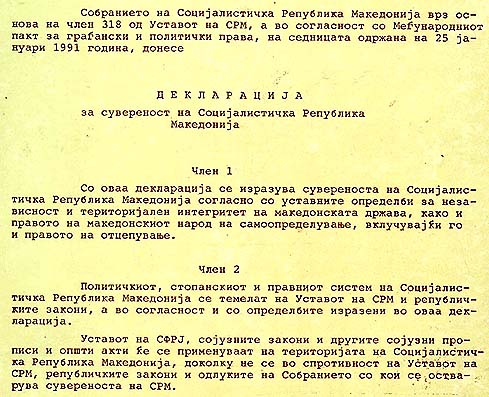
Оригинальная страница Декларации независимости

Декларацию подписали тогдашний президент СФРЮ Стипе Месич от имени Федерального исполнительного совета Анте Маркович, а также президенты всех шести республик. Декларацию от имени Европейской Комиссии подписал Ханс ван ден Брук, президент Совета министров и председатель голландской дипломатии, который тогда возглавлял Сообщество. Декларация гарантировала неприкосновенность внешних и внутренних границ, право наций заявлять о своем суверенитете, отрицать применение силы как политики окончательного акта и в обратном случае вводить жесткие санкции.
7 сентября Европейская Комиссия организовала в Гааге мирную конференцию для Югославии как последнюю попытку предотвратить гражданскую войну, которая продолжалась еще со времен югославского кризиса.
Оценивая такую нестабильную ситуацию в Югославии, первый многопартийный парламент Республики Македонии принял Декларацию независимости 25 января 1991. Тогда было принято решение о назначении референдума на 8 сентября 1991 года.

## Референдум
8 сентября 1991 подавляющее большинство — 95% граждан, пришедших на референдум, ответили положительно на вопрос референдума: «Вы за независимую Македонию с правом вступления в будущий союз суверенных государств Югославии?».
Согласно официальным данным, из 1325626 избирателей пришли на референдум 1132981 или 71,85%. Из них на референдуме 1079308 или 95,09% от общего количества избирателей (72,16% от общего количества граждан, имеющих право) поддержали провозглашение независимости.
В официальном отчете Комиссии по проведению референдума было отмечено, что не было никаких жалоб или обращений о нарушениях или несоблюдение положений Республиканского закона о референдумах. 
Референдуму предшествовала Декларация независимости, которая была принята первым многопартийным парламентом Республики Македонии 25 января 1991 года.

## Первое празднование
После закрытия избирательных участков граждане стихийно собрались на площади Македония в центре Скопье, где Македонское радио организовало празднование под названием «Голос Македонии» с выступлением сотен звезд. Среди выступлений артистов перед собравшимися гражданами были зачитаны отчеты, которые муниципальные избирательные комиссии представили в Республиканскую комиссию для проведения референдума.
Первый президент Республики Македония Киро Глигоров обратился к македонскому народа с исторической речью:
«Граждане и гражданки Македонии, позвольте сегодня ночью поздравить вас и всех граждан Македонии со свободной, суверенной и независимой Македонией». 
Такие стихийные торжества были организованы в Битоле, Охриде и других городах по всей новой республике.

## Празднование праздника

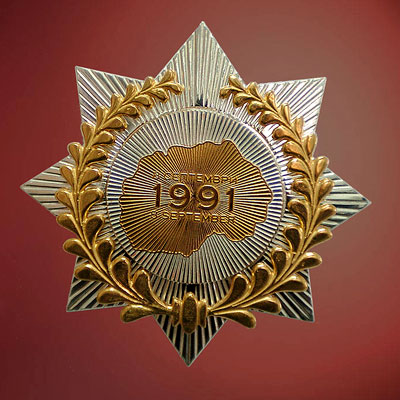
Орден «8 сентября»

День независимости как государственный праздник — это нерабочий день в Северной Македонии. Президент и правительство Северной Македонии организуют различные гуляния. Президент традиционно награждает орденом «8 сентября». Люди традиционно ходят на пикники в известных местах для пикника. Олимпийский комитет Северной Македонии организует спортивные пикники.
Все посольства, консульства и представительства Северной Македонии организуют приёмы с представлением коктейлей и гуляний в странах, где они находятся.